# Тирен, Кристина
Герда Эмма Кристина «Стина» Тире́н (швед. Gerda Emma Kristina Tirén; 25 октября 1886, Стокгольм, Швеция — 5 декабря 1951, Пеннингбю, Швеция) — шведская художница.

## Биография
Родилась 25 октября 1886 года в Стокгольме в семье шведских художников Юхана и Герды Тирен.
Окончила Королевскую академию свободных искусств в Стокгольме.
Писала портреты, натюрморты и пейзажи высокогорий севера Швеции. Работы художницы находятся в Национальном музее в Стокгольме и в музее Эстерсунда.
Скончалась 5 декабря 1951 года в семейном доме на ферме Триста в Пеннингбю и похоронена рядом с матерью, отцом, братом и сёстрами.

## Семья
- Отец — Юхан Тирен (1853—1911), художник
- Мать — Герда Тирен (1858—1928), художница
  - Брат — Нильс (1885—1935), художник
  - Сестра — Карин (1887—1951), учительница музыки
  - Сестра — Ева Элизабет (1890—1937), вокалистка
- Дядя — Карл Тирен[швед.], фольклорист (собиратель песен и легенд)